# گمینا چارنوچین (استان ووتسکی)
گمینا چارنوچین (استان ووتسکی) (به لهستانی:  Gmina Czarnocin) یک گمینا در لهستان است که در شهرستان پیوترکوف واقع شده‌است. گمینا چارنوچین ۷۲٫۷۴ کیلومتر مربع مساحت و ۴٬۰۷۳ نفر جمعیت دارد.